# Kroktjärnen (Solleröns socken, Dalarna, 674687-142585)
Kroktjärnen är en sjö i Mora kommun i Dalarna och ingår i Dalälvens huvudavrinningsområde.